# Pumpkin Reports
Pumpkin Reports es una serie televisiva española producida en 2015 por Motion Pictures, en colaboración con Sample y Young Jump Animation.

## Trama
Max Green, un chico alegre que vive con sus padres en la tranquila Villa Calabaza, descubre que el chico y la chica que sus padres han adoptado en realidad son extraterrestres que han venido a la Tierra desde el planeta Kemii-Lar para preparar una invasión. Loom y Ran comunican todo lo que aprenden sobre el comportamiento humano a la nave nodriza mientras sus líderes se preparan para descender y convertir a todos los humanos en sus jardineros esclavos. Cuando Max empieza a hablar de extraterrestres, pierde toda su popularidad y credibilidad y pasa de ser una estrella del deporte y un estudiante admirado a ser 'uno de los raritos'. Como sus padres consienten a sus nuevos hijos y los vecinos son demasiado complacientes para investigar nada, Max y sus tres nuevos amigos (el 'friki' de Píxel, la compañera de clase sarcástica Violeta y el inventor desaliñado Simón) tienen que improvisar medidas para frustrar los planes de invasión de los alienígenas.
| Pumpkin Reports       | Pumpkin Reports                                       |
| --------------------- | ----------------------------------------------------- |
| Lengua original       | Inglés                                                |
| País de origen        | España                                                |
| Música                | Raniero Gaspari                                       |
| Estudios              | Motion Pictures, Sample y Young Jump Animation Studio |
| 1.ª Temporada         | 16/1/2016-16/5/2016 (52 episodios)                    |
| Duración por episodio | 11 minutos                                            |
| Género                | Comedia, aventura                                     |